# ФК Сион
ФК Сион (Fussballclub Sion) је швајцарски фудбалски клуб из Сиона, који игра у Суперлиги Швајцарске. Клуб је основан 1909. под именом које у данас носи. Фудбалски клуб Сион носи назив по граду из кога долази.
ФК Сион је два пута освајао првенство Швајцарске и 13 пута трофеј победника купа Швајцарске.

## Историја
Фудбалски клуб Сион је 1909. године основао Роберт Жилерд, који је био први капитен клуба. Клуб је напредовао доприносима локалног становништва.
Од 1932. године Сион се такмичио у четвртој лиги. Ту су провели највише времена, да би се 1944. године нашли у трећем рангу такмичења. Године 1957. улазе у другу лигу, а 1962. су успели да се докопају Суперлиге Швајцарске. Први трофеј Сион осваја 1965. године у купу, победом од 2:1 над ФК Серветом.
Стадион Турбилон је отворен 1968. године. У наредним деценијама Сион бележи добре резултате у [швајцарском купу. Прво су 1974. године савладали ФК Ксамакс, да би се добри резултати у овом такмичењу наставили 1980. године победама над ФК Јанг бојсом, 1982. ФК Базелом, 1986. ФК Серветом и 1991. ФК Јанг бојсом.
После реновирања и проширења Турбилона, као круна свега дошла је титула у Суперлиги Швајцарске 1992. године.
У наредним година Сион је опет у више наврата освајао трофеј купа. Да би на крају 20. века клуб запао у финансијске проблеме. Клуб је стечаја спасио бивши фудбалер Кристијан Константин, који је и сам у више наврата обављао функцију менаџера.
Данас се клуб налази у најелитнијем фудбалском такмичењу Швајцарске.

## Трофеји
- Суперлига Швајцарске
  - Првак (2) :  1992, 1997.
- Куп Швајцарске
  - Победник (13) :  1965, 1974, 1980, 1982, 1986, 1991, 1997, 2006, 2009, 2011, 2015.